# Bahnstrecke Pfäffikon SZ–Samstagern
| Strecke in Wollerau (2010) |                      |                       |                       |
| Lage im Südnetz der Südostbahn |                      |                       |                       |
| Streckennummer (BAV): | 672                  |                       |                       |
| Fahrplanfeld: | 670                  |                       |                       |
| Streckenlänge: | 8,28 km              |                       |                       |
| Spurweite: | 1435 mm (Normalspur) |                       |                       |
| Streckenklasse: | D4                   |                       |                       |
| Stromsystem: | 15 kV 16,7 Hz ~      |                       |                       |
| Maximale Neigung: | 50 ‰                 |                       |                       |
| Streckengeschwindigkeit: | 80 km/h              |                       |                       |
| |                      |                       |                       |
| \| \| \| von Rapperswil \| \| \| \| \| von Ziegelbrücke \| \| \| \| 4,05 \| Pfäffikon SZ \| 412 m ü. M. \| \| \| \| nach Zürich \| \| \| \| 5,35 \| Hauptstrasse 3 (37 m) \| Hauptstrasse 3 (37 m) \| \| \| 5,49 \| Freienbach SOB \| 414 m ü. M. \| \| \| 7,51 \| Wilen bei Wollerau \| 495 m ü. M. \| \| \| 8,30 \| Wollerau \| 504 m ü. M. \| \| \| 9,30 \| Riedmatt SZ \| 540 m ü. M. \| \| \| 9,49 \| Autobahn A3 (61 m) \| Autobahn A3 (61 m) \| \| \| \| von Wädenswil \| \| \| \| 12,33 \| Samstagern \| 629 m ü. M. \| \| \| \| nach Einsiedeln \| \| |                      |                       |                       |
| Strecke |                      | von Rapperswil        | von Rapperswil        |
| Abzweig geradeaus und von links |                      | von Ziegelbrücke      | von Ziegelbrücke      |
| Bahnhof | 4,05                 | Pfäffikon SZ          | 412 m ü. M.           |
| Abzweig geradeaus und nach rechts |                      | nach Zürich           | nach Zürich           |
| Brücke | 5,35                 | Hauptstrasse 3 (37 m) | Hauptstrasse 3 (37 m) |
| Bahnhof | 5,49                 | Freienbach SOB        | 414 m ü. M.           |
| Haltepunkt / Haltestelle | 7,51                 | Wilen bei Wollerau    | 495 m ü. M.           |
| Bahnhof | 8,30                 | Wollerau              | 504 m ü. M.           |
| Haltepunkt / Haltestelle | 9,30                 | Riedmatt SZ           | 540 m ü. M.           |
| Brücke | 9,49                 | Autobahn A3 (61 m)    | Autobahn A3 (61 m)    |
| Abzweig geradeaus und von rechts |                      | von Wädenswil         | von Wädenswil         |
| Bahnhof | 12,33                | Samstagern            | 629 m ü. M.           |
| Strecke |                      | nach Einsiedeln       | nach Einsiedeln       |

Die Bahnstrecke Pfäffikon SZ–Samstagern ist eine Eisenbahnstrecke in der Schweiz, die überwiegend im Kanton Schwyz liegt.
Neben der Bahnstrecke Biberbrugg–Arth-Goldau ist es die einzige von der Schweizerischen Südostbahn erbaute Strecke. Die beiden anschliessenden Strecken, die Strecke über den Seedamm von Rapperswil und die Bahnstrecke Wädenswil–Einsiedeln, wurden von den beiden Vorgängergesellschaften Wädenswil-Einsiedeln-Bahn und Zürichsee–Gotthardbahn erbaut. Seit 2001 gehört die 8,28 Kilometer lange Strecke der durch die Fusion mit der Bodensee-Toggenburg-Bahn entstandenen Schweizerischen Südostbahn (SOB) und ist seit dem 15. Mai 1939 mit der Einphasenwechselspannung von 15 Kilovolt und 16,7 (16 2⁄3) Hertz elektrifiziert.

## Geschichte
Die Strecke entstand zusammen mit der Bahnstrecke Biberbrugg–Arth-Goldau als Zufahrt zur Gotthardbahn. Durch die örtlichen Gegebenheiten wurde sie, in Anlehnung an die Strecke Wädenswil–Einsiedeln, mit einer maximalen Längsneigung von 50 Promille trassiert. Die Strecke wurde am 29. Juli 1891 abgenommen und am 31. Juli offiziell eröffnet. Zur 600-Jahr-Feier der Eidgenossenschaft in Schwyz verkehrten zwischen dem 31. Juli und dem 3. August 1891 Extrazüge. Die offizielle Bewilligung für den regelmässigen Betrieb traf am 4. August ein. Der erste fahrplanmässige Zug verkehrte am 8. August 1891. Die erste Bewilligung war noch an Auflagen geknüpft und daher befristet. Die definitive Bewilligung wurde erst nach der offiziellen Brückenprobe 1892 erteilt, da an einigen Brücken noch Nacharbeiten ausgeführt werden mussten.
Lange Zeit war die Finanzierung der Elektrifizierung nicht gesichert. Erst an der Generalversammlung vom 6. Juli 1938 konnte die Finanzierung abgesegnet werden. Sogleich begann man mit dem Bau der Fahrleitung und der Übertragungsleitungen, war doch vorgesehen, die Strecke noch vor der Landi 39 fertigzustellen. Der Strom konnte zum Selbstkostenpreis von den Etzelwerken der SBB bezogen werden. Der Kraftakt gelang, und die Strecken waren innerhalb von 10 Monaten elektrifiziert. Am 13. Mai fand eine kleine Feier statt. Auf den Fahrplanwechsel am 15. Mai 1939 hätte auf dem gesamten Netz der Südostbahn der elektrische Betrieb aufgenommen werden sollen. Die Bahn besass zu diesem Zeitpunkt jedoch keine eigenen elektrischen Fahrzeuge. Die 1938 bestellten acht Triebwagen (CFZe 4/4 und BCFZe 4/4) waren noch nicht ausgeliefert worden.
1974 wurde die Haltestelle Riedmatt eröffnet. 1988 folgte der Ausbau der Haltestelle Freienbach zur Kreuzungsstation.
Seit dem 15. Oktober 1977 ist die Strecke mindestens mit dem ehemaligen SBB-Profil I, also einem Metergewicht von 46 kg/m, ausgerüstet. Die Beschränkungen bezüglich Achs- und Meterlast konnten daraufhin aufgehoben werden. Seit 2018 sind auf der Strecke alle Fahrzeuge bis einschliesslich der Streckenklasse D4 zugelassen.

### Unfälle
Am 17. Mai 2003 prallte eine leere Komposition der SOB in Pfäffikon SZ in einen stehenden InterRegio-Zug Basel–Chur der SBB. Obwohl das Einfahrsignal dem aus Samstagern kommenden SOB-NPZ die Einfahrt auf das besetzte Gleis angekündigt hatte, bemerkte der Triebfahrzeugführer erst kurz vor dem Aufprall den stehenden Interregio. 18 Menschen, vor allem im Interregio, wurden verletzt. An den Fahrzeugen entstand grosser Sachschaden.

## Streckenverlauf

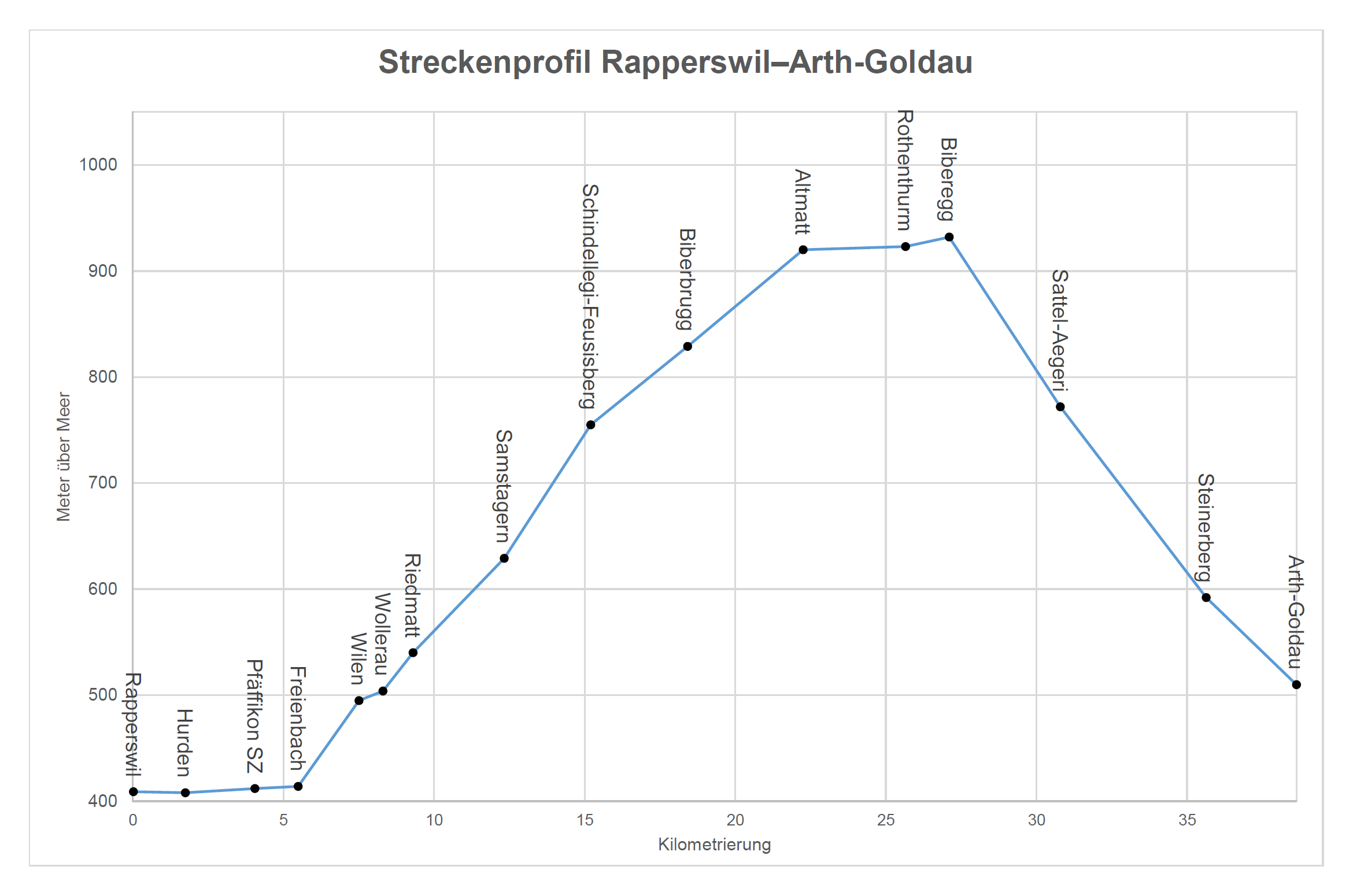
Vereinfachtes Höhenprofil der Strecke Rapperswil–Arth-Goldau mit dem Abschnitt Pfäffikon SZ–Samstagern zu Beginn der Steigung

Die Bahnstrecke verläuft zunächst parallel westwärts zur Linksufrigen Seebahn der SBB vom Bahnhof Pfäffikon SZ aus. Bei Freienbach verlässt die SOB das ufernahe Trassee am Zürichsee und biegt südwestwärts zum Nordhang des Eulenbachtals ab. Hier geht es teils durch das Weinanbaugebiet Leutschen bergan. Unter Wollerau, wo das Trassee bereits etwa 100 Höhenmeter über dem Zürichsee gewonnen hat, werden das eingekerbte Mühlbachtal und der Sternenweiher südlich umfahren und wird dann der Bahnhof Samstagern, welcher nach einer westlich gerichteten Kehrschleife parallel zur Bahnstrecke Wädenswil–Einsiedeln erreicht wird, angefahren.